# John Sack
John Sack (Nova Iorque, 24 de março de 1930 — São Francisco, 27 de março de 2004) foi um jornalista literário americano, o único correspondente de guerra a cobrir todas os conflitos envolvendo os Estados Unidos entre 1950 e 2003.
Morreu em 2004 vítima de um câncer de próstata, aos 74 anos.

## Obras
- 1959: Report from Practically Nowhere
- 1971: Lieutenant Calley: his own story; [as told to] John Sack.  New York: Viking Press
- 1971: Body count: Lieutenant Calley's story; as told to John Sack. London: Hutchinson, 1971
- 1982: Fingerprint. New York: Random House
- 1986: Vietname - A Chacina de Mylai - no original M Vietnam only the strong and lucky survive Corgi Children's
- 1993: An Eye for an Eye: The Untold Story of Jewish Revenge Against Germans in 1945. New York, NY: BasicBooks (sobre Lola Potok Ackerfeld Blatt)
- 1995: Company C: the real war in Iraq. New York: William Morrow;